# 荷歐波諾波諾
荷歐波諾波諾（Ho'oponopono，ho-o-pono-pono）是古夏威夷一種基于和解和寬恕的替代疗法。相似的傳統在南太平洋諸島亦可見到，包含薩摩亞、大溪地、以及紐西蘭等地。傳統上，荷歐波諾波諾由治療祭司對患者執行，但現在多由患者家中長者或患者本人自行執行。

## 玻里尼西亞文化

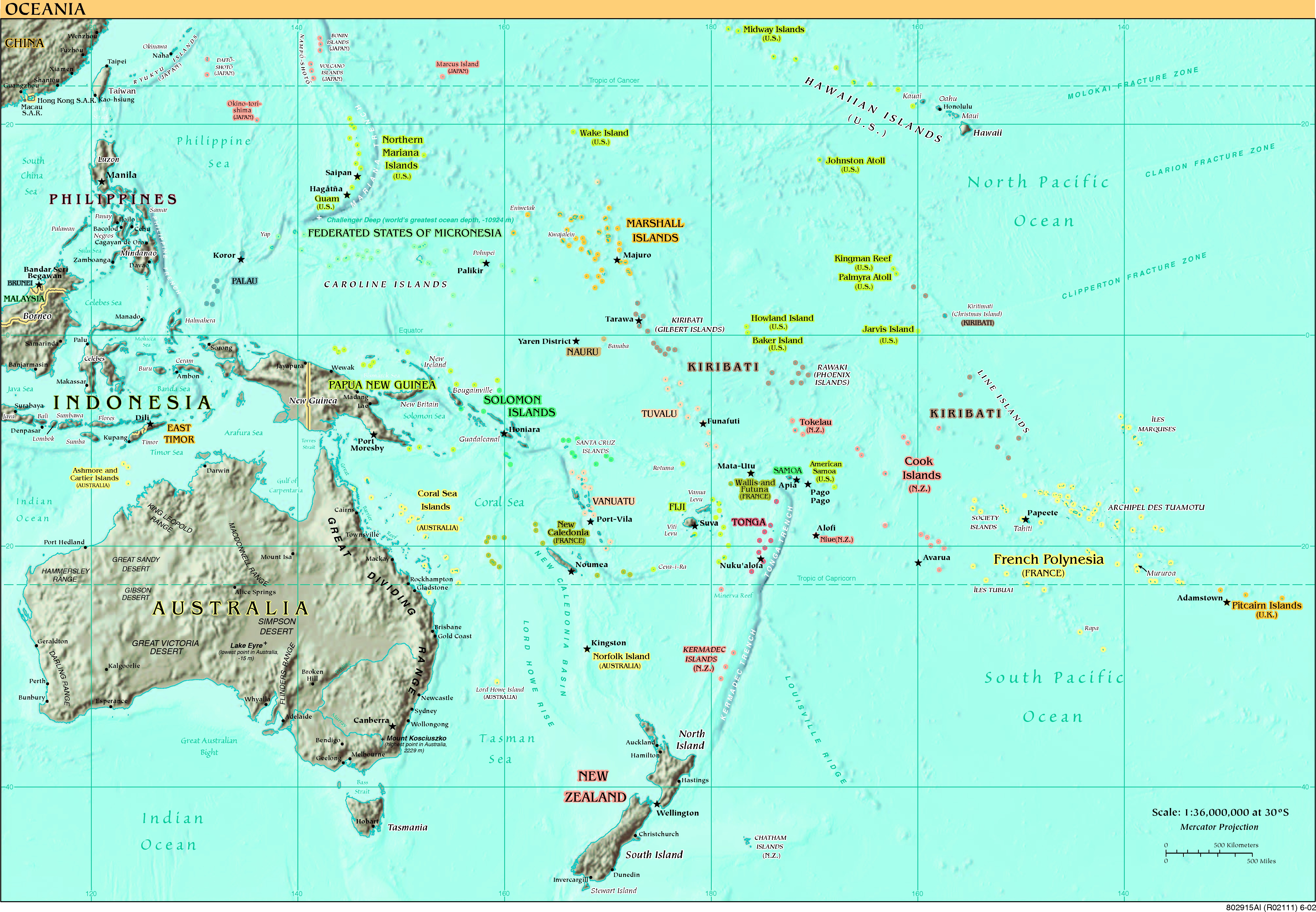
大洋洲地圖

在許多玻里尼西亞文化中，人們認為一個人的過失會導致疾病。有些人認為是過失觸怒了眾神，有些人認為是過失吸引了邪神，另也有些人認為是過失導致的罪引發疾病。然而，他們認為進行某些「解開錯誤」的儀式可用以贖罪:157。
在南太平洋的萬那杜群島，人們認為疾病通常考歸因於不當性行為或憤怒。一位當地人說：「如果你的憤怒持續了二至三日，疾病將降臨在你身上」:55。而治療此種疾病的方法則是透過懺悔，可由病患或其家屬進行之。若無人懺悔，則該病患可能會死亡。萬那杜人相信，隱瞞是疾病動力的來源。當過失被懺悔後，它就無法再控制該人:61。
夏威夷人、所羅門群島的蒂蔻皮亞島居民、以及庫克群島的拉罗汤加岛居民相信父親的罪業會落在其子女身上。如果某人的子女生病了，則其父母涉嫌爭吵或不當行為。除了疾病，社會失序亦可能導致土地不育或其他災難:70。而和諧只能通過懺悔和道歉得到恢復。
在库克群岛的普卡普卡岛，傳統上需要對患者進行此類懺悔儀式，以決定合適的行動方針來進行治療:151。
相似的傳統在亦可在薩摩亞:12、大溪地:159、以及紐西蘭毛利人社群等地見到:217:405-406:242。

## 傳統習俗

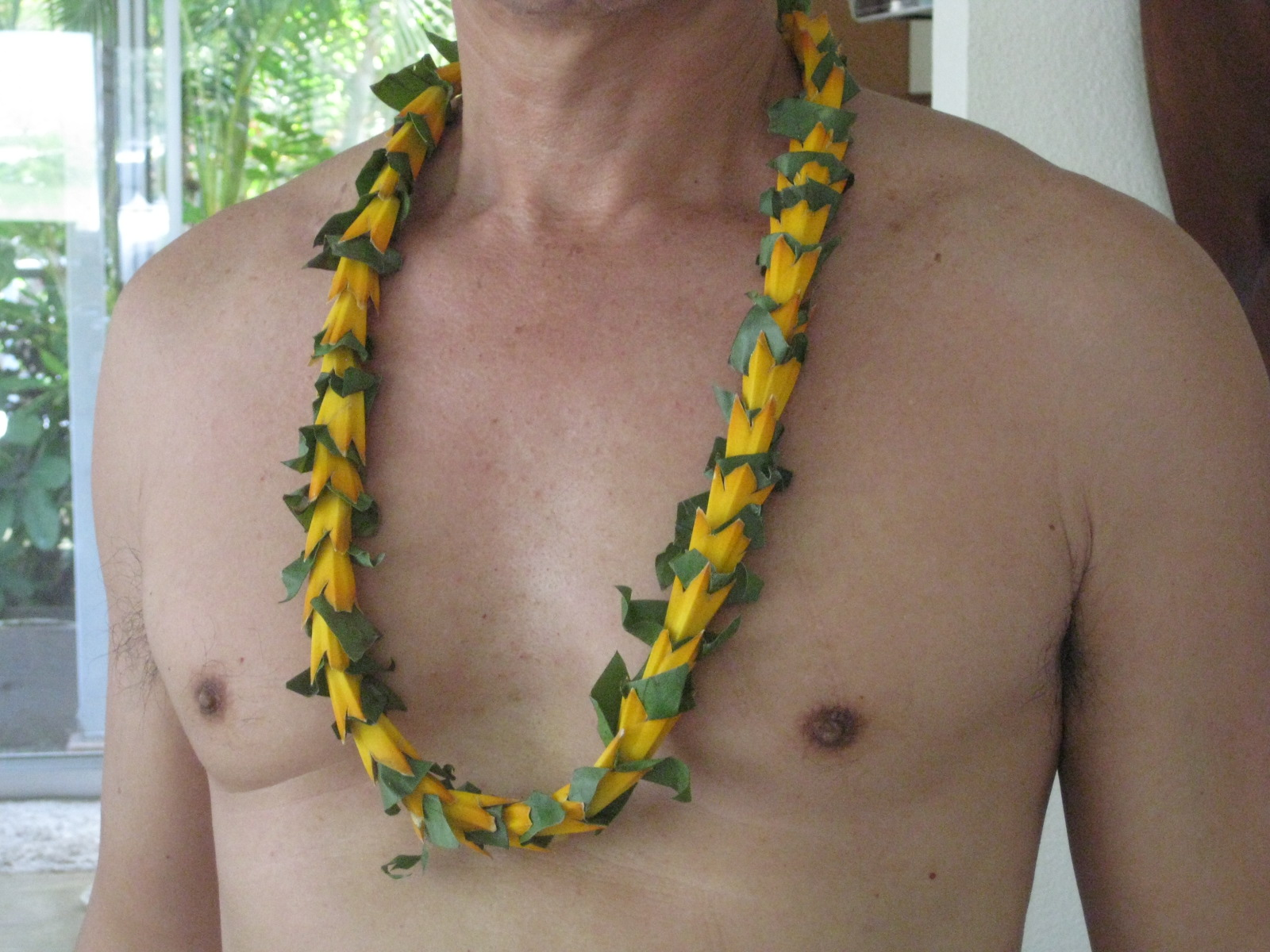
從露兜樹的果實製成的花環。這與摩洛凱島的荷歐波諾波諾儀式傳統有關

荷歐波諾波諾在夏威夷語字典中被定義為「心理清洗：通過祈禱、討論、認罪、悔罪、並相互賠償和寬恕的家庭會議矯正人際關係。」從字面上看，「荷歐」（hoʻo）是個助詞，用以將名詞轉為動詞，就像英文中的「to」放在名詞前面的用法一樣。在這裡，它將名詞「波諾」（pono）轉變為動詞，其定義為：
|  | 善良、正直、道德、道德品質、正確或適當的程序、卓越、幸福、繁榮、福祉、利益、真實情況或性質、職責；正確的、正義的、公正的、良性的、公平的、有益的、成功的、井井有條、準確、緩解、減輕；應該，必須，必要的。 |

至於「波諾波諾」（Ponopono）的定義是則是：「恢復正常；塑造、修正、修改、調整、改正、調節、安排、糾正、整理、使有序。」
夏威夷學者瑪麗·卡韋納·普庫伊寫道，荷歐波諾波諾是古代夏威夷的習俗:61-62, 67，並被當代夏威夷長輩口述歷史所證實:47-50。卜奎在她出版於1958年的書首次記錄她童年時的相關經驗與觀察:184-185。作家馬克斯·弗里德姆·朗曾在1917年至1926年之間居於夏威夷，他並在1936年出版的書中敘述了有關夏威夷家庭執行傳統的荷歐波諾波諾的紀錄:246-248:250-252,279,303
雖然「荷歐波諾波諾」這個詞尚未被使用，但早期的夏威夷史學家紀錄了相關的信仰，亦即疾病是因為違反了卡普戒律所造成的，而且該疾病無法被治癒除非患者得以贖罪。贖罪儀式通常有祈禱祭司（kahuna pule）或治療祭司（kahuna lapaʻau）的協助，尋求神祇:95:75或與患者有糾紛者的寬恕。
卜奎將此習俗描述為用以導正破碎的家庭關係的延伸家庭會議。有些家庭每天或每週集合一次，以防患於未然:52-54。其餘家庭則當有人生病時才會集合，他們並相信疾病是憤怒、內疚、指責和缺乏寬恕的壓力所造成的:60。庫普娜·娜娜·維里（Kupuna Nana Veary）寫道，當她家中任何一位兒童生病時，她的祖母就會詢問其父母「你們做了什麼事？」他們相信唯有獲得全體家庭成員完整的寬恕，才能消除該疾病:34。

## 儀式
荷歐波諾波諾藉由獲取煩惱的原因和源頭來糾正、恢復和維持家庭成員之間以及與他們的神的良好的關係。在通常情況下，此儀式由家族中最資深的成員進行，並聚集全家人。如果此家庭無法自行解決此問題，則他們將尋求一個受人尊敬的局外人協助。
儀式從祈禱開始。接著陳述問題，並討論過失。家庭成員被期待一起合作解決問題，而不是“緊抓著過失不放”。他們可採取一個或多個的靜默期做為情緒與傷病糾結的反思，每個人的情感都被認可。然後進行自白、懺悔和寬恕。參與成員互相釋放（稱作「kala」）並彼此放手。他們切斷了過去（ʻoki），並以儀式性的大餐，稱作「pani」，作為其終結。該大餐中的食物通常包含卡拉海帶以作為釋放的象徵:60-80。
在摩洛凱島上的卡胡納馬拉威利威利家庭，他們給人用哈拉樹果實做成的花圈來象徵荷歐波諾波諾儀式的完成:49。